# Fernando Peyroteo
Fernando Baptista de Seixas Peyroteo de Vasconcelos o simplemente Fernando Peyroteo (nacido el 10 de marzo de 1918 en Humpata, Angola – fallecido el 28 de noviembre de 1978 en Lisboa, Portugal) fue un futbolista portugués nacido en Angola que realizó su carrera profesional en Portugal, integrando la selección de este país. Fue uno de los principales jugadores como delantero para la selección de Portugal, así como también para el Sporting Clube de Portugal, donde fue integrante de los legendarios "Cinco Violinos" ("Cinco Violines") con Jesus Correia, Vasques, Albano y José Travassos. Ha sido considerado como uno de los grandes goleadores de la historia del fútbol mundial, contando con el mejor promedio de gol en torneos de liga.

## Biografía
Peyroteo nació, creció y aprendió a jugar al fútbol en Angola, donde jugó en el Sport Luanda e Benfica. En 1937, cuando contaba con 19 años, emigró a Portugal para integrarse al Sporting Clube de Portugal. Debutó en 1937 en el club Sporting Clube de Portugal, donde se desempeñó como centrodelantero hasta la temporada 1948–1949, sin antes dejar la impresionante marca de 330 goles (para algunos 331) en 197 partidos. Además se consagró campeón en cinco ocasiones de la Primera división de Portugal y en cuatro de la Copa de Portugal con el Sporting Clube de Portugal. En ese mismo año, en 1949, pasó a vestir la camiseta del Belenense, en donde sólo jugó una temporada sin convertir goles, para retirarse en 1950.
Fue internacional con su selección en 20 partidos, convirtiendo 15 goles (para algunos 14).
En 1961 fue designado director técnico de la selección portuguesa, desempeñándose durante dos copas mundiales, en las que intentó clasificar sin resultado.
La FIFA lo ha ubicado como el goleador con mejor promedio en partidos de Primera División de la historia del fútbol, habiendo obtenido 331 goles en 197 partidos, que conforma un promedio de 1,68 goles por partido. Encabeza la lista de los únicos quince jugadores que han logrado en su carrera obtener un promedio de más de un gol por partido.
Entre sus récords como goleador convirtió en una oportunidad nueve goles en un partido (al Leça F.C. en la temporada 1941/42), ocho goles en otro (al Boavista F.C. en 1948/49), en tres ocasiones convirtió seis goles, en doce cinco goles, y en diecisiete cuatro goles en un solo partido.

## Estadísticas

### Clubes
Datos actualizados a fin de carrera deportiva.
| Sporting C. P. Portugal | 1937-38       | 1.ª           | 14  | 34  | 6  | 11  | 10 | 12 | Inexistentes | Inexistentes | 30  | 57  | 1.90 |
| Sporting C. P. Portugal | 1938-39       | 1.ª           | 10  | 14  | 10 | 23  | 6  | 7  | Inexistentes | Inexistentes | 26  | 44  | 1.69 |
| Sporting C. P. Portugal | 1939-40       | 1.ª           | 17  | 29  | 10 | 18  | 4  | 8  | Inexistentes | Inexistentes | 31  | 55  | 1.77 |
| Sporting C. P. Portugal | 1940-41       | 1.ª           | 14  | 29  | 2  | 2   | 4  | 6  | Inexistentes | Inexistentes | 20  | 37  | 1.85 |
| Sporting C. P. Portugal | 1941-42       | 1.ª           | 12  | 28  | 10 | 17  | 3  | 5  | Inexistentes | Inexistentes | 25  | 50  | 2.00 |
| Sporting C. P. Portugal | 1942-43       | 1.ª           | 18  | 22  | 10 | 13  | 3  | 3  | Inexistentes | Inexistentes | 31  | 38  | 1.23 |
| Sporting C. P. Portugal | 1943-44       | 1.ª           | 17  | 23  | 10 | 13  | 2  | 1  | Inexistentes | Inexistentes | 29  | 37  | 1.27 |
| Sporting C. P. Portugal | 1944-45       | 1.ª           | 15  | 19  | 10 | 11  | 6  | 9  | Inexistentes | Inexistentes | 31  | 39  | 1.26 |
| Sporting C. P. Portugal | 1945-46       | 1.ª           | 21  | 39  | 10 | 11  | 4  | 8  | Inexistentes | Inexistentes | 35  | 58  | 1.66 |
| Sporting C. P. Portugal | 1946-47       | 1.ª           | 18  | 40  | 4  | 4   | –  | –  | Inexistentes | Inexistentes | 22  | 44  | 2.00 |
| Sporting C. P. Portugal | 1947-48       | 1.ª           | 18  | 16  | –  | –   | 5  | 12 | Inexistentes | Inexistentes | 23  | 28  | 1.22 |
| Sporting C. P. Portugal | 1948-49       | 1.ª           | 23  | 39  | –  | –   | –  | –  | 2            | 3            | 25  | 42  | 1.68 |
| Sporting C. P. Portugal | Total club    | Total club    | 197 | 332 | 82 | 123 | 47 | 71 | 2            | 3            | 328 | 529 | 1.61 |
| C. F. Os Belenenses Portugal | 1949-50       | 2.ª           | 32  | 40  | –  | –   | –  | –  | Inexistentes | Inexistentes | 32  | 40  | 1.25 |
| Total carrera | Total carrera | Total carrera | 229 | 372 | 82 | 123 | 47 | 71 | 2            | 3            | 360 | 569 | 1.58 |
| (1) Incluye datos del Campeonato de Lisboa. (2) Incluye datos de la Copa de Portugal, Supercopa de Portugal. (3) Incluye datos de la Copa Latina (1948-49). (4) No se consideran goles en encuentros amistosos. |               |               |     |     |    |     |    |    |              |              |     |     |      |

### Selecciones
| Selección | Año   | Amistoso | Amistoso | Eliminatorias | Eliminatorias | Total | Total |
| Selección | Año   | PJ       | G        | PJ            | G             | PJ    | G     |
| --------- | ----- | -------- | -------- | ------------- | ------------- | ----- | ----- |
| Portugal  |       |          |          |               |               |       |       |
| 1938      | 2     | 0        | 1        | 1             | 3             | 1     |       |
| 1940      | 1     | 2        | –        | –             | 1             | 2     |       |
| 1941      | 1     | 1        | –        | –             | 1             | 1     |       |
| 1942      | 1     | 0        | –        | –             | 1             | 0     |       |
| 1945      | 3     | 4        | –        | –             | 3             | 4     |       |
| 1946      | 2     | 3        | –        | –             | 2             | 3     |       |
| 1947      | 6     | 1        | –        | –             | 6             | 1     |       |
| 1948      | 1     | 1        | –        | –             | 1             | 1     |       |
| 1949      | 2     | 1        | –        | –             | 2             | 1     |       |
| Total     | Total | 19       | 13       | 1             | 1             | 20    | 14    |

## Palmarés

### Campeonatos nacionales
| Título           | Equipo             | País     | Año  |
| ---------------- | ------------------ | -------- | ---- |
| Primeira Liga    | Sporting de Lisboa | Portugal | 1941 |
| Taça de Portugal | Sporting de Lisboa | Portugal | 1941 |
| Primeira Liga    | Sporting de Lisboa | Portugal | 1944 |
| Taça de Portugal | Sporting de Lisboa | Portugal | 1945 |
| Taça de Portugal | Sporting de Lisboa | Portugal | 1946 |
| Primeira Liga    | Sporting de Lisboa | Portugal | 1947 |
| Primeira Liga    | Sporting de Lisboa | Portugal | 1948 |
| Taça de Portugal | Sporting de Lisboa | Portugal | 1948 |
| Primeira Liga    | Sporting de Lisboa | Portugal | 1949 |

### Récords individuales
- Máximo goleador histórico de la Primera División de Portugal: con 332 goles en 197 partidos. Récord portugués absoluto.[5]
- Máximo goleador en un mismo partido de la Primera División de Portugal: 9 goles, al Leça FC en la temporada 1941/42. Récord portugués absoluto.[3]
- Máximo goleador en el Derby de Lisboa (Sporting de Lisboa vs. Benfica): 31 goles en 29 partidos. Récord portugués absoluto.
- Mejor promedio goleador en Primera División: 1,68 goles por partido, con 332 goles en 197 partidos, entre 1937 y 1949. Récord mundial absoluto.[6]

### Distinciones individuales
- Nueve goles en un partido: 1 vez.[3]
- Ocho goles en un partido: 1 vez.[3]
- Seis goles en un partido: 3 veces.[3]
- Cinco goles en un partido: 12 veces.[3]
- Cuatro goles en un partido: 17 veces.[3]
- Máximo goleador de la Primera División de Portugal: En seis ocasiones.[7]
  - 1937-38 (34 goles)
  - 1939-40 (29 goles). Compartido con Slavko Kodrnja.
  - 1940-41 (29 goles)
  - 1945-46 (37 goles)
  - 1946-47 (43 goles)
  - 1948-49 (40 goles)

## Relaciones familiares
José Couceiro, quien se ha desempeñado como director técnico de la selección sub-21 de Portugal, es sobrino nieto de Peyroteo. António César de Vasconcelos Correia, primer vizconde y primer conde de Torres Novas, y 93.er gobernador general de la India, fue su tío abuelo. Augusto de Vasconcelos fue su primo segundo.